# رینولد گایجر
رینولد گایجر (انگلیسی: Reinold Geiger؛ زادهٔ ژوئیه ۱۹۴۷ (۷۷ سال)) کارآفرین و سرمایه‌دار اهل اتریش است، که در سال ۱۹۷۶ شرکت لوکسیتان را تأسیس کرد.